# Meadowview Estates
Meadowview Estates är en stad (city) i Jefferson County i delstaten Kentucky, USA. 2010 hade staden 363 invånare.